# Dorfkirche Schellsitz

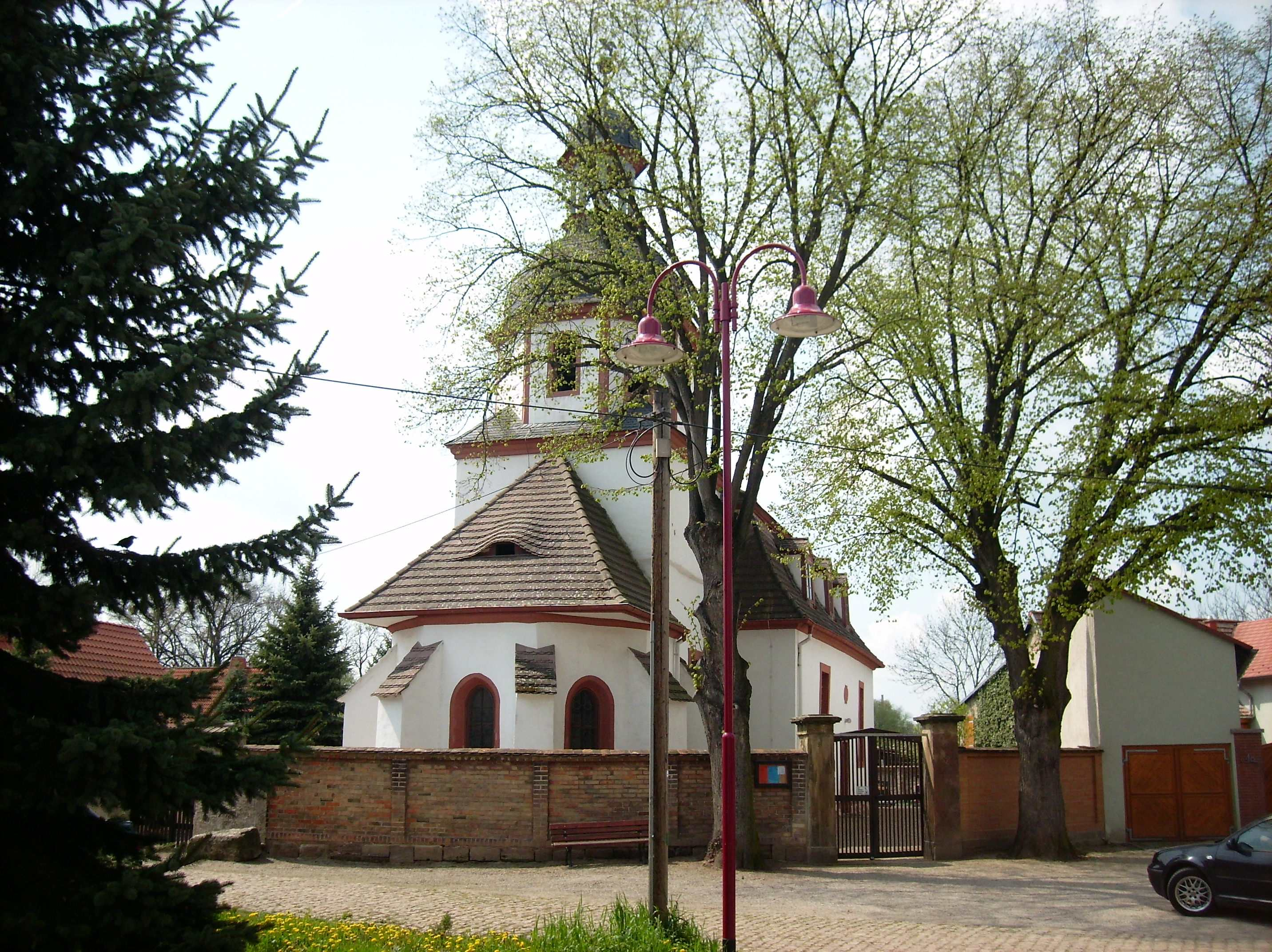
Die Kirche in Schellsitz

Die evangelische Dorfkirche  Schellsitz befindet sich in Schellsitz, einem Ortsteil der Stadt Naumburg (Saale) im Burgenlandkreis in Sachsen-Anhalt. Sie steht unter Denkmalschutz und ist mit der Erfassungsnummer 094 95658 im Denkmalverzeichnis des Landes registriert.

## Beschreibung

### Gebäude
Die vielfach veränderte Chorturmanlage befindet sich auf dem ummauerten Kirchhof des Ortes. Der im Unterbau romanische Ostturm der Kirche wurde mit einem breiten spätgotischen 5/8 Polygon erweitert. Das Fachwerkobergeschoss und die Schweifhaube des Turms stammen aus dem Jahr 1688. Die Außenerscheinung des Bauwerks wird maßgeblich durch die Anordnung der Dächer bestimmt. Auf dem Chor befindet sich ein Walmdach, das Schiff besitzt ein Mansardwalmdach.

### Innenraum und Ausstattung

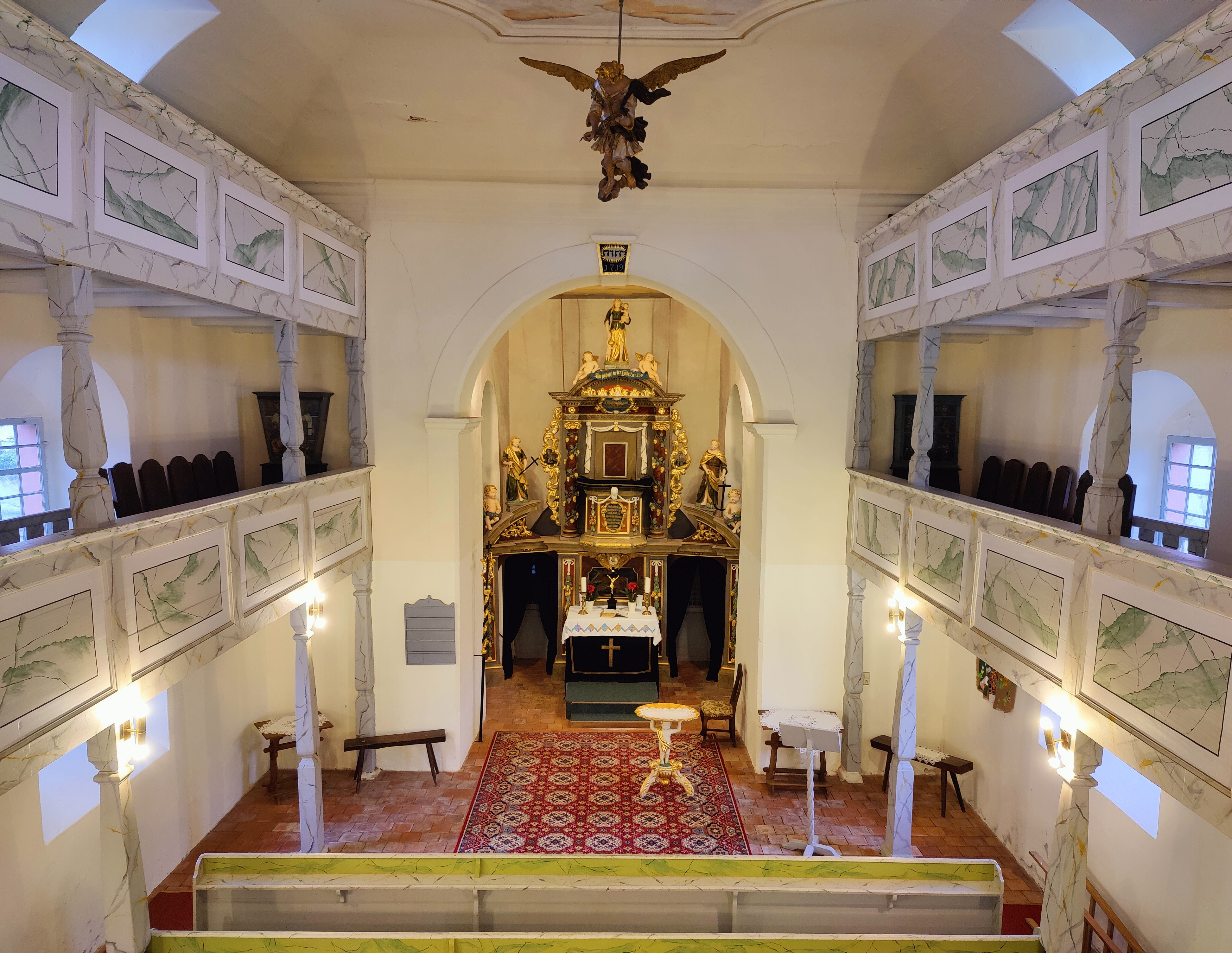
Innenraum (2023)

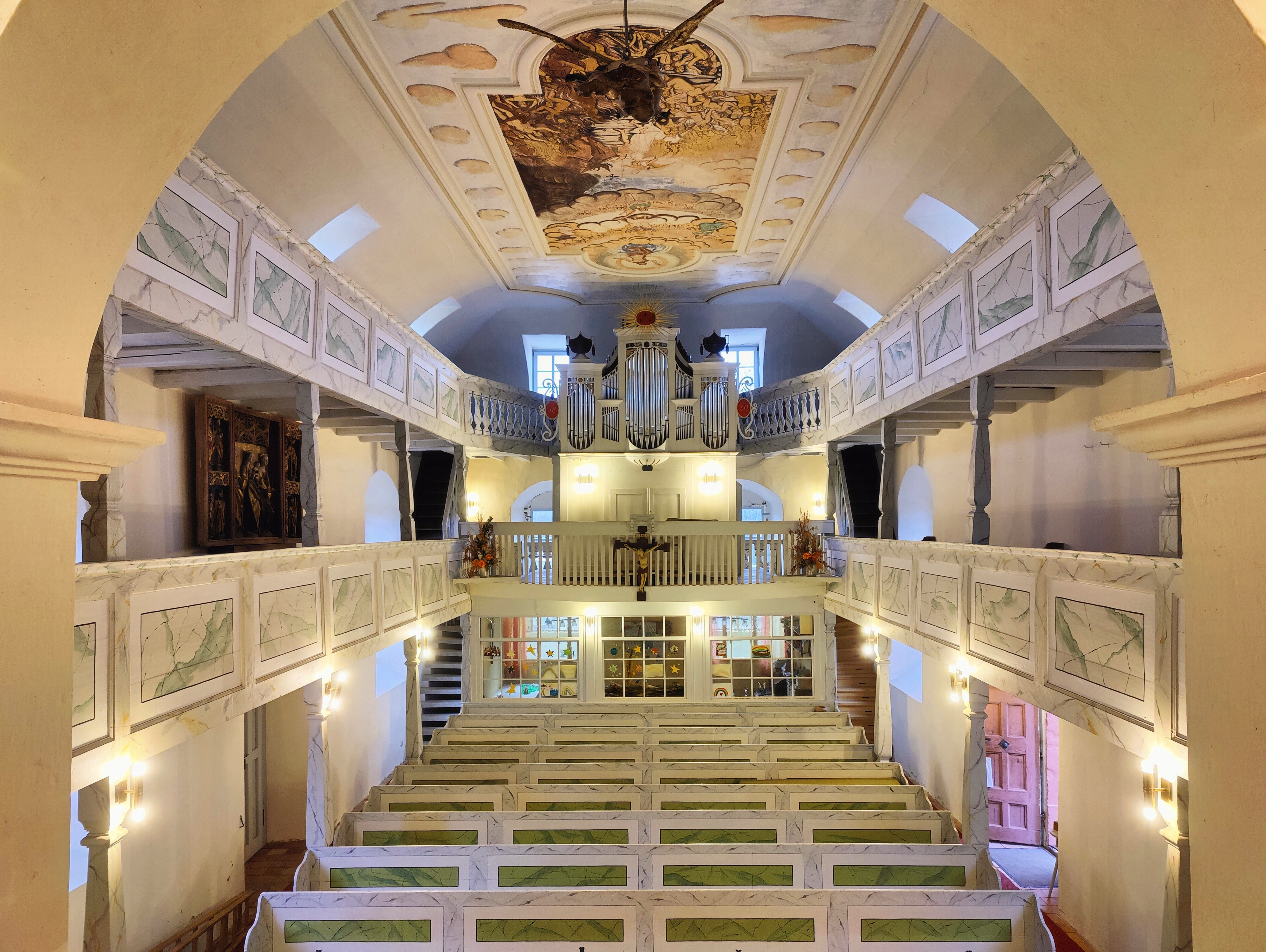
Blick zur Orgel

Im Polygon befinden sich Kappengewölbe sowie eine aus der Zeit um 1500 stammende Sakramentsnische. Der Spiegel der im Schiff befindlichen Voutendecke ist mit einer figurenreichen Malerei des Jüngsten Gerichts versehen. Aus der Bauzeit des Schiffs stammt der Kanzelaltar wie auch die im Altarraum zu sehende Malerei mit der Darstellung der Heiligen Dreifaltigkeit. Die Kanzel des Altars ist eingefasst mit ähren- und traubenumrankten Pilastern unter einem eingebrochenen Rundgiebel. Auf diesem befindet sich Anna selbdritt zwischen zwei Putti, in der Predella ist ein Abendmahlgemälde zu sehen.  Ebenfalls aus der Zeit der Errichtung des Schiffs stammen vermutlich ein Vortragekruzifix sowie die Taufe. Diese besteht aus einem Dreifuß mit Putto und einem Muschelbecken. Darüber befindet sich ein unter der Decke schwebender Engel. Des Weiteren befindet sich ein spätgotischer Flügelaltar mit geschnitzten Figuren in der Kirche. In dessen Schrein befindet sich unter dreieckig vorspringenden Maßwerkbaldachinen eine Madonna zwischen den heiligen Magareta und Katharina. Auf den Flügeln sind unter Rankenschleiern je vier Apostel in zwei Reihen zu sehen. An der Brüstung hängt ein gotischer Kruzifixus. Die Orgel wurde vermutlich 1820 von Mathias Vogler aus Naumburg als einmanualiges Werk erbaut und später auf die heutige Größe erweitert. 15 Register verteilen sich nun auf zwei Manuale und Pedal. Ein Umbau fand 1874 statt und eine Restaurierung erfolgte 2015–2016 durch Alexander Schuke Potsdam Orgelbau.

## Sonstiges
Die Bronzeglocke der Kirche stammt aus dem Jahr 1486. Des Weiteren befindet sich eine volkskundlich interessante Sammlung von Totenkronen aus dem 18. und 19. Jahrhundert in der Kirche.